# Greatest Hits Vol. 2 (Waylon Jennings)
Greatest Hits Vol. 2 è l'album numero quarantotto della discografia di Waylon Jennings e l'ottava compilation ufficiale del musicista texano, il disco uscì nel novembre del 1984 su etichetta RCA Victor. Contiene tre brani inediti: Looking for Suzanne, Waltz Me to Heaven e America.

## Tracce
Lato A
1. Looking for Suzanne – 3:35 (Paul Kennerley) – Brano inedito, registrato a Nashville, TN, agosto 1984.
2. The Conversation – 3:48 (Richie Albright, Waylon Jennings, Hank Williams Jr.) – Tratto dall'album Waylon and Company (1983)
3. Waltz Me to Heaven – 3:06 (Dolly Parton) – Brano inedito, registrato a Nashville, TN, agosto 1984.
4. Theme From the "The Dukes of Hazzard (Good Ol' Boys)" – 2:06 (Waylon Jennings) – Tratto dall'album Music Man (1980)
5. Don't You Think This Outlaw Bit's Done Got Out of Hand – 2:56 (Waylon Jennings) – Tratto dall'album I've Always Been Crazy (1978)

Lato B
1. I Ain't Living Long Like This – 5:01 (Rodney Crowell) – Tratto dall'album What Goes Around Comes Around (1979)
2. Come With Me – 2:59 (Harlan Howard) – Tratto dall'album What Goes Around Comes Around (1979)
3. America – 3:43 (Sammy Johns) – Brano inedito, registrato a Nashville, TN, agosto 1984.
4. Shine – 2:47 (Waylon Jennings) – Tratto dall'album Black on Black (1982)
5. Women Do Know How to Carry On – 3:16 (Bobby Emmons, Waylon Jennings) – Tratto dall'album Black on Black (1982)

## Musicisti
- Waylon Jennings - voce, chitarra (A1, A3 & B3)